# Quadra ornata
Quadra ornata là một loài ruồi trong họ Tachinidae.